# 가모촌 (효고현 가사이군)
가모촌(賀茂村)은 효고현 가사이군에 설치되었던 촌이다. 현재의 가사이시에 해당한다.